# Corts forals valencianes

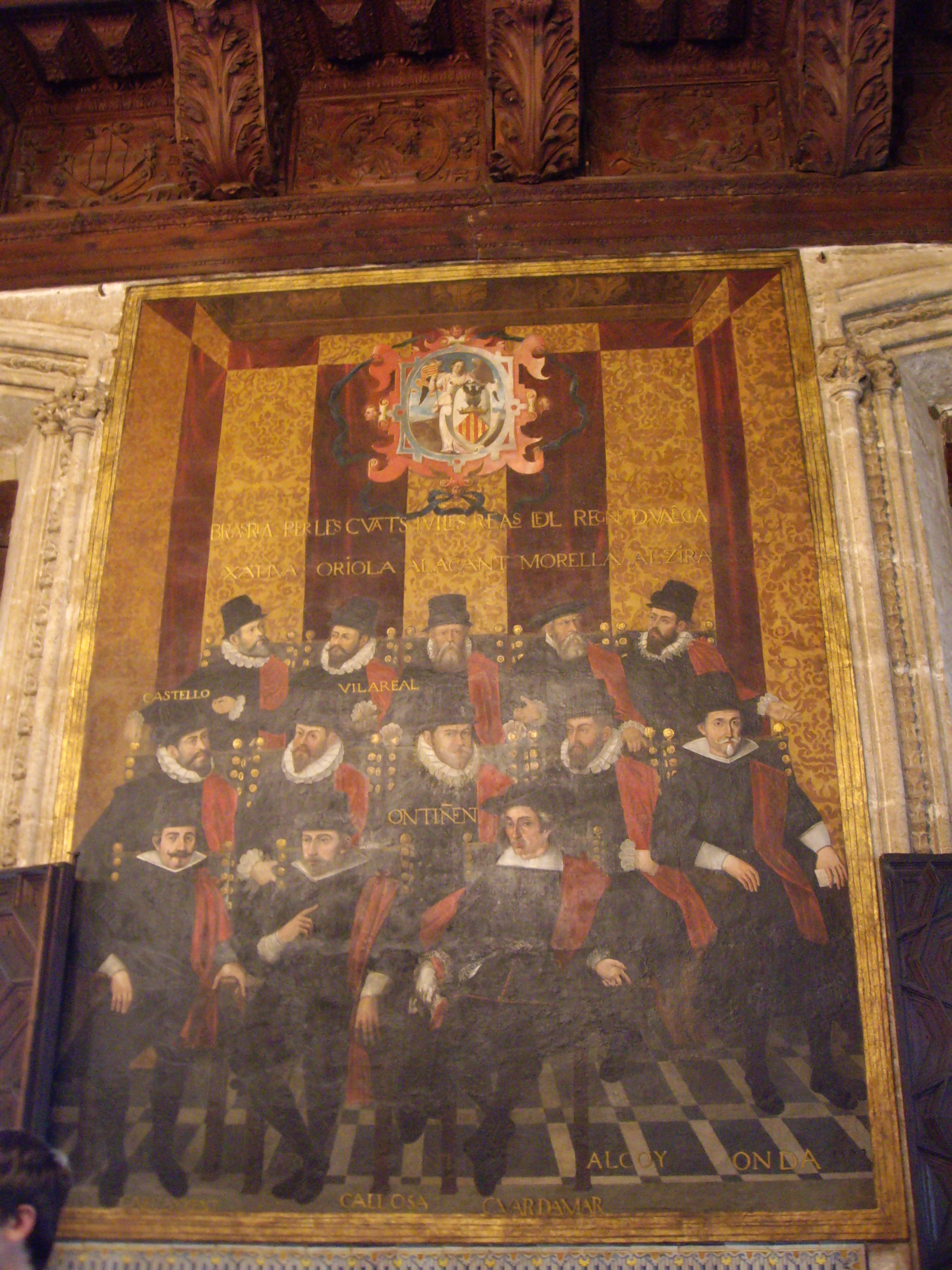
Braç reial de les Corts Valencianes.

Les Corts Valencianes, Corts del Regne de València o Corts forals valencianes foren el màxim òrgan normatiu i de representació del Regne de València des del segle xiii fins al xviii. Els seus acords tenien força de llei i vinculaven a les parts, inclosa la corona, per la qual cosa no es podien revocar ni modificar si no era amb un altre acord de les corts. Les seves característiques eren semblants de les Corts Catalanes i a les Corts Aragoneses i en la seva configuració institucional recull tota la tradició representativa acumulada d'ambdós regnes. La creació d'unes corts valencianes respon a la voluntat dels primers sobirans posteriors a la conquesta de València de no adscriure el nou territori conquerit al Regne d'Aragó per tal de mantenir l'equilibri institucional i de forces en el si de la Corona d'Aragó; d'aquesta manera, si bé es mantenia el tradicional concurs dels estaments en la presa de decisions importants, l'augment de la divisió territorial millorava la capacitat de negociació de la corona incrementant els actors de l'altra part.
Les corts estaven formades pel rei i els tres braços clàssics de la representativitat medieval: l'eclesiàstic, el militar o noble i el reial o territorial. El rei convocava i obria les corts amb una proposició reial que sempre incloïa una petició d'ajut econòmic final, el qual, si s'obtenia, era recompensat amb canvis legislatius favorables. Quan les lleis eren d'iniciativa reial es denominaven "Constitucions" i si ho eren dels braços "Capítols de Corts". Si eventualment el rei, fora de les corts aprovava una llei de forma unilateral rebia el nom d'"Acte de Corts" i requeria la seva ratificació per part de les corts. Aquest model en la presa de decisions, comú als estats peninsulars de la Corona d'Aragó, és el que va donar lloc al que s'ha denominat pactisme.
A partir de les Corts de València de 1418, es creà una comissió permanent denominada Diputació del General  encarregada de l'administració tributària, semblant a les que feia un cinquanta anys s'havien creat per Aragó i per Catalunya, i que, com aquestes, acabaria per configurar un autèntic poder executiu en l'àmbit de les competències de les corts, la Generalitat Valenciana.
Eventualment, i de manera més accentuada a partir del segle xvi, les Corts Valencianes se celebraven en el marc de les Corts Generals de la Corona d'Aragó, i en aquest cas les sessions tenien lloc en alguna població fronterera entre Catalunya i Aragó, com era obligat per aquests casos.

## Poder legislatiu al Regne de València

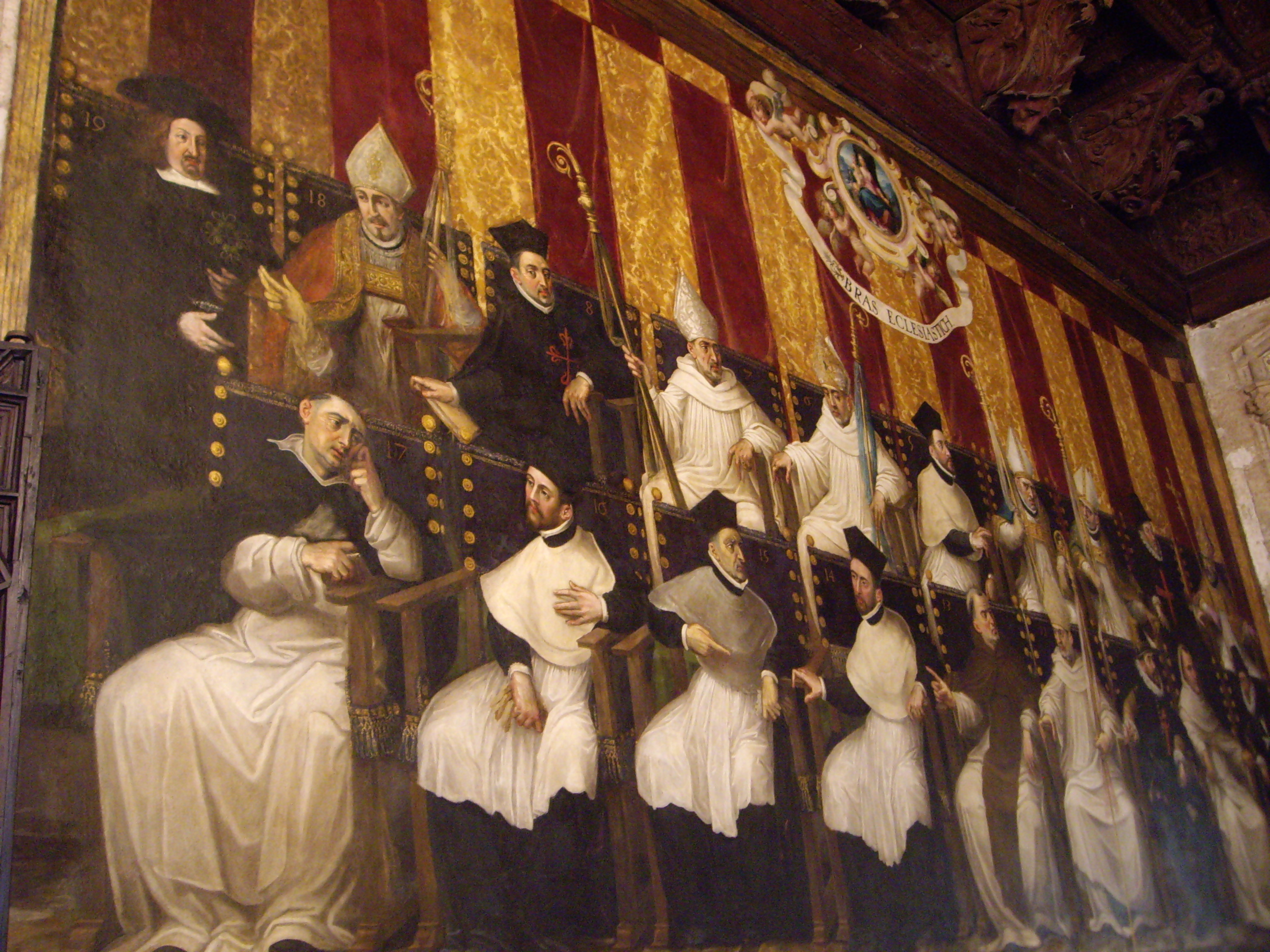
Braç eclesiàstic de las Corts Valencianes

Els reis d'Aragó gaudien a València de la suprema autoritat, obtenint no només el poder executiu i judicial, sinó el legislatiu per promulgar i tot sense el concurs de les corts, ordinacions i pragmàtiques. Emperò no podien derogar per ells mateixos furs aprovats en elles, ja que aquests es consideraven pactes (pactisme) entre el monarca i el regne, i que per tant només podien revocar d'acord de tots dos. Els reis d'Aragó exercien a València la seva autoritat per mitjà del virrei o lloctinent del regne, que nomenat pel sobirà representava la seva persona tant en els àmbits polítics i militars, i era el superior a tots els magistrats del regne, obtenint els mateixos honors i prerrogatives del monarca, podent indultar als criminals excepte en delictes reservats. Encara que es creu, que les Corts Generals de València van ser contemporànies a l'establiment del nou regne, però les primeres solemnes que s'hi van celebrar van ser les que va tenir Pere el Gran en 1283. La convocació de les corts era atribució del rei, havent-se establert per Jaume el Just el 1301 que havia de verificar de tres en tres anys. A elles eren cridats els prelats i dignataris dels ordes religiosos que constituïen el braç o estament eclesiàstic, els nobles i cavallers que formaven el militar, i els síndics de les viles del regne que componien el braç reial. D'aquests tres braços que comptaven les Corts Generals de València, el militar no podia haver-hi cap acord sense unanimitat, però en els altres bastava la simple majoria.
Reunits amb les solemnitats degudes els tres braços, es procedia a l'obertura de les corts. Aquestes tenien per objecte o el reparar els greuges o greuges contra el regne, o el fer furs i lleis per a la seva millor govern, o el votar els subsidis per a la seva defensa. Per al primer es nomenaven examinadors de greuges, que proveïen la seva esmena. Pel legislatiu els braços proposaven, i el rei responia manifestant la seva conformitat o esmenant-les que bé li semblaven, tenint aquestes força de llei a menys que contra elles haguessin protestat les corts com a contràries als furs; doncs segons s'ha dit, a València el rei era el legislador i no tenia altra restricció que el no poder revocar els furs sense consentiment de les corts. Finalment quant a la concessió de subsidis el rei proposava els que necessitava i les Corts se'ls atorgaven.
Tot i la importància dels furs de València, aquests no eren els únics aplicats al Regne de València, especialment en les baronies i altres dominis dels senyors aragonesos que havien participat en la conquesta de València i els seus descendents, on s'aplicaven els furs d'Aragó, especialment perquè a diferència del de València, els atorgava el dret absolut, és a dir el dret de vida o mort sobre els vassalls. Els monarques intentaren unificar els furs al Regne, però tant la Generalitat com els rics-homes aragonesos pugnaven per fer mantenir cadascun d'ells els seus furs. Un dels reis que més pugnà per a fer que fossin els furs de València els únics aplicables al regne fou Alfons el Cast qui l'11 de gener de 1329 declarà que tots els habitants de València sense cap excepció es regissin pels furs de València. Aquests nobles acudiren a corts i feren que aquestes desvirtuessin la declaració del rei d'11 de gener a favor seu. Així doncs restaren habilitats a mantenir els furs com abans de la suara dita declaració del rei. Tanmateix el rei els convidà a prendre els furs de València amb la promesa de fer extensius a ells beneficis i privilegis que s'aprovarien a corts en favor seu. Declarà de nou el rei la generalització del fur de València a tot el Regne de forma general, amb les excepcions dels nobles Jaume de Xèrica, Lope de Luna i la resta de senyors i cavallers aragonesos descendents d'aquells que intervingueren en la conquesta de València. Davant aquesta oferta reial renunciaren voluntàriament als furs d'Aragó, entre altres Morvedre, Vilareal, alguns senyors com el de Benimodot, Alboraia, Almassora, Mencarell o Pardiñas, si bé la majoria seguiren aquest furs fins a mitjans del segle xvii. Algunes de les viles que s'esmenten com les que van seguir regides pel furs aragonesos són:
Llucena, Figueruelas, Xèrica, Viver, Benassal, Pina, les Barraques, Xelva, Domenyo, Águilas, Sinarques, Benaixeve, Loriguilla, Caudiel, Viver, El Toro, Benafer, Alcora, Les Useres, Cortes d'Arenós, Sucaina, Lludient, Espadella (Alt Millars), Ribesalbes, Toga, Montanejos, Cirat, Borriol, Pobla de Vallbona, Arenós, Alcalatén, Altura, Suera, Veo, Aín, Soto, Sinarques, Planes, Manises, Vilafermosa, Torre-xiva o Vallat. Aquesta disparitat de furs desaparegué Corts de Montsó (1626) en la llei XXVII segons una petició dels tres braços, que totes les poblacions del regne es regissin pel fur general, sense poder al·legar mai haver estat aforades al d'Aragó.

## Història
Després de la conquesta de València i durant el regnat de Jaume I, les necessitats econòmiques i militars de la Corona motivaren algunes reunions del rei amb representants dels tres grups estamentals: la noblesa, el clergat i els grups urbans de les viles reials (controlat per la menestralia), per tal d'obtenir prestacions militars o econòmiques. Les necessitats econòmiques motivaven aquestes reunions, i a principi del segle xiv ja es pot parlar d'una constitució estable i definitiva de les Corts del regne de València.
No obstant això, de les del regnat de Jaume I, la més importants d'aquestes reunions fou la de l'any 1261 a València, en la qual el rei jurà i promulgà els Furs de València. Com a mostra de la importància econòmica per a la corona de les Corts, el rei va jurar els furs a canvi de 48.000 sous, que li van fer la ciutat de València, els llocs i viles de l'horta de València que pertanyien a clergues i nobles, i les viles de Castelló de la Plana, Vilafamés, Onda, Llíria, Corbera, Cullera i Gandia.
En aquestes Corts, el rei Jaume I instaurà als seus successors l'obligació de celebrar Cort general a València al principi de cada regnat, dins un mes d'haver arribat a la ciutat. Aquesta norma es va reiterar en unes altres Corts el 1271, celebrades també per Jaume I, i, més tard, pel seu fill, Pere el Gran, que va acotar la convocatòria de les corts al primer mes de cada regnat. Aquestes eren les úniques reunions preceptives, però el rei reunia les Corts en altres ocasions, quan tenia necessitat.
El 1302, Jaume el Just establí l'obligatorietat de la seua celebració cada tres anys. Més tard, Pere el Cerimoniós, a les Corts de València de 1336, va confirmar aquesta celebració triennal, precisant que s'havia de fer per Tots Sants (1 de novembre).
És durant el segle xiii i els principis del XIV quan s'hi van afegir la resta de viles i llocs del regne de València, fins a les corts de 1329, on es va aconseguir una representativitat territorial completa, sent ja les corts de tot el Regne.
A partir d'aquest moment, no sempre es reunien les ciutats i viles més importants, sinó que es reunien unes o altres segons els temes tractats. No obstant això, la representació era generalment gran. Per exemple, a les Corts de València, de l'any 1510: Ademús, Alacant, Alcoi, Alpont, Alzira, Biar, Bocairent, Borriana, Cabdet, Castelló de la Plana, Castielfabib, Cullera, Llíria, Morella, Ontinyent, Oriola, Penàguila, Peníscola, València, la Vila Joiosa, Vila-real, Xàtiva, Xèrica i Xixona.
Les Corts de València de l'any 1418 creen la Generalitat, amb una duració dels càrrecs de tres anys. És a mitjan segle xv a on les institucions valencianes estaven plenament consolidades.
Amb la unificació de les corones de Castella i d'Aragó, les Corts del regne de València van perdent lleugerament poder i es convoquen menys freqüentment durant el segle xvi, i es fa més palès al segle xvii. De fet, la decadència és clara i les darreres foren celebrades a València l'any 1645. Finalment, després de la batalla d'Almansa el 1707 i els Decrets de Nova Planta, s'abolí el dret valencià i amb ell el regne.
Les Corts ja no foren convocades ni celebrades fins a la seua nova implantació per l'Estatut d'Autonomia de la Comunitat Valenciana de 1982. Des de l'entrada en vigor d'aquest estatut d'autonomia, les Corts Valencianes tenen un funcionament modern com a cambra legislativa representativa amb sufragi universal, lliure i directe. La cambra s'ha reunit diverses vegades fora de la ciutat de València, fet que s'ha impulsat en les últimes legislatures.